# B'z LIVE-GYM 2008 -ACTION-
『B'z LIVE-GYM 2008 -ACTION-』（ビーズ・ライブジム・ツーサウザンドエイト・アクション）は、日本の音楽ユニット・B'zの15作目の映像作品。DVDとBlu-ray Discで発売された。

## 概要
B'z結成25周年を記念した、未発表ライブ映像作品3か月連続リリースの1作目。2012年11月19日に公式ファンクラブ「B'z Party」のオフィシャルサイトでリリース発表。追って11月21日に公式サイトでも発表され、公式YouTubeチャンネルで告知映像を公開した。
B'z結成20周年目となる2008年1月から8月にかけて開催されたライブツアー『B'z LIVE-GYM 2008 "ACTION"』より、2008年7月5日、6日に行われた日本ガイシホールでの公演の模様を収録。
尚、B'zの作品においてアリーナ公演が作品対象となったのは『JUST ANOTHER LIFE』以来約21年ぶりとなる。

## 演奏

### メンバー
- 松本孝弘：ギター、プロデュース
- 稲葉浩志：ボーカル

### サポートメンバー
- 増田隆宣：キーボード
- シェーン・ガラース：ドラム
- バリー・スパークス：ベース
- 大田紳一郎[注 1]（from doa）：ボーカル＆ギター

## 収録内容
1. 純情ACTION
  - 冒頭にあった脱獄犯と警官とのやり取り[注 2]は大幅カットされ、会場に警報が鳴り響くシーンから始まる。
  - アルバム『ACTION』同様にオープニングナンバーとなった。曲の最後にCD音源にはないパートが追加された。
2. 黒い青春
  - こちらもアルバムの流れを組むように前曲から続けて演奏。1番サビの歌詞を間違える場面もある。
3. パーフェクトライフ
  - 脱獄犯と警官とのやり取りが大幅にカットされたため、稲葉のMCの一部が意味不明になってしまっている。恒例の「B'zのLIVE-GYMにようこそ！」に続く形で演奏。
4. ONE ON ONE
5. 一心不乱
  - 歌いながら稲葉がフィンガースナップを披露する。松本はサドウスキー製のストラトで演奏。
6. OH! GIRL
  - 本曲がアルバムツアーで演奏されたのは『B'z LIVE-GYM #001 "OFF THE LOCK"』以来、約19年ぶり。直後のツアー『B'z LIVE-GYM Pleasure 2008 -GLORY DAYS-』ではセットリストが総入れ替えとなったため、Pleasure公演としては珍しく演奏されなかった。
7. New Message
  - リリースから約5年越しのライブ初演奏。『B'z LIVE-GYM 2002 "GREEN 〜GO★FIGHT★WIN〜"』の客出し曲に使われており（当時未発表）、客出し曲がライブで演奏されたのは初めてである。
8. TONIGHT (Is The Night)
  - 『B'z LIVE-GYM Pleasure '97 "FIREBALL"』以来、約11年ぶりの演奏。映像化は本作が初。
9. Wonderful Opportunity
  - 『B'z LIVE-GYM The Final Pleasure "IT'S SHOWTIME!!"』以来、約5年ぶりの演奏。
10. 満月よ照らせ
  - 曲の前にメンバー紹介。空中に浮かんだカーペットのようなLEDに月夜の映像が映し出され、増田のピアノソロと松本の長めのギターイントロに続く形で演奏。Cメロは稲葉と大田の掛け合い。
11. 永遠の翼
  - 松本はZEMAITIS製のギターで演奏。
12. HOMETOWN BOYS' MARCH
  - 稲葉がハンディカメラでメンバーや会場の様子を撮影していく。
  - DVD版ではこの曲でDisc 1が終了。
13. 愛のままにわがままに 僕は君だけを傷つけない
  - 『B'z LIVE-GYM The Final Pleasure "IT'S SHOWTIME!!"』以来、約5年ぶりの演奏。
  - バンドセッションおよび「小さな幸せコーナー」に続き、アコースティックバージョンでの演奏。ラストに観客との掛け合いがある。
14. GIMME YOUR LOVE 〜不屈のLOVE DRIVER〜
  - 前曲同様『B'z LIVE-GYM The Final Pleasure "IT'S SHOWTIME!!"』以来の演奏。間奏では4人のダンサーがブレイクダンスを披露。
15. Liar! Liar!
  - 『B'z LIVE-GYM The Final Pleasure "IT'S SHOWTIME!!"』以来の演奏。曲の終わりに松本がギターソロを披露。
16. さまよえる蒼い弾丸
  - 松本のギターソロからブレイクなしでの演奏。
17. FRICTION -LAP 2-
18. SUPER LOVE SONG
  - 曲の終わりに「SUPER LOVE SONG」のコールアンドレスポンスが行われた。
19. 光芒
  - 本編ラストナンバー。アルバムタイトル「ACTION」についてのMCからの演奏。曲の最後にCD音源にはない松本のギターソロが追加された。
20. BURN -フメツノフェイス-
  - ここからアンコール。当時の最新シングルで、アリーナ公演からセットリストに加わった。映像化は本作が初。
21. ミエナイチカラ 〜INVISIBLE ONE〜
  - 『B'z LIVE-GYM Pleasure 2000 "juice"』以来、約8年ぶりの演奏。『B'z LIVE-GYM '96 "Spirit LOOSE"』以来、約12年ぶりにアンコールラストナンバーとなった。